# Koonga (gemeente)
Koonga (Estisch: Koonga vald) is een voormalige gemeente in de Estlandse provincie Pärnumaa. De gemeente telde 1035 inwoners (1 januari 2017) en had een oppervlakte van 439,6 km². In oktober 2017 ging de gemeente op in de fusiegemeente Lääneranna.
Koonga telde 42 dorpen, waarvan alleen Lõpe, Oidrema en het hoofddorp Koonga meer dan 100 inwoners hebben.

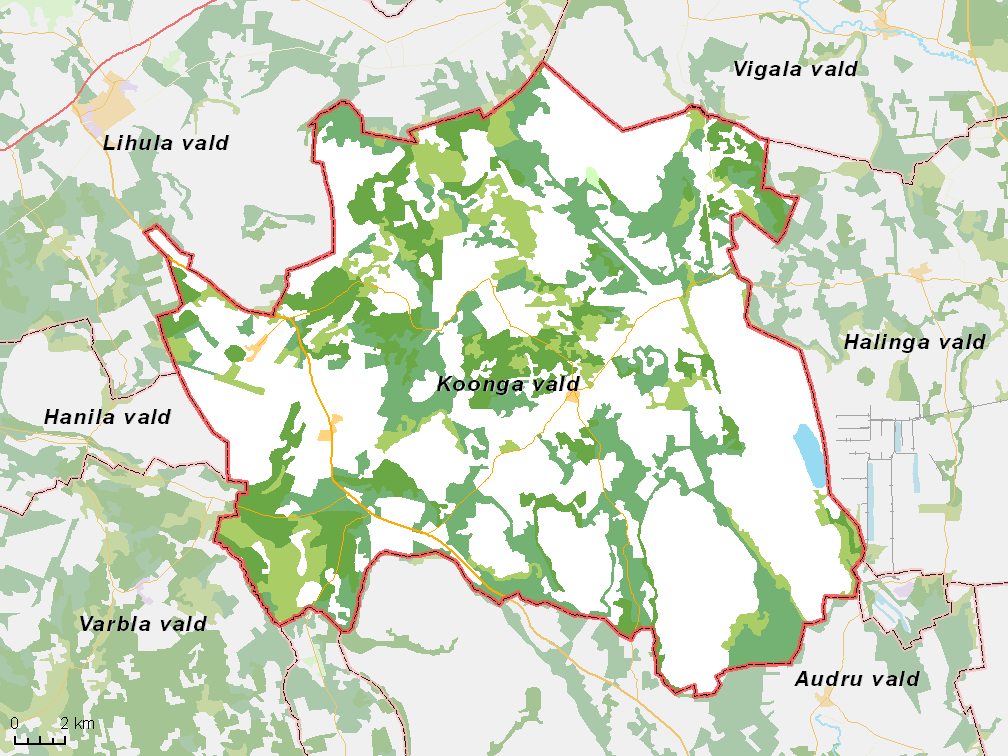
De gemeente met omliggende gemeenten, situatie begin 2017